# 盧姍姍
盧姍姍（英語：Lo Shan Shan），前香港劍擊代表，香港劍擊總會教練會委員，創立尚方劍擊比賽訓綀中心。

## 簡歷
盧姍姍自中三開始就投身劍擊，胞妹盧盼盼皆為劍擊運動員。2015年第四屆亞洲U-23劍擊錦標賽中重劍個人賽項目金牌得主連翊希，是盧姍姍擔任她當時的重劍教練。畢業於香港浸大的體育及康樂管理學士課程。現為香港劍擊總會教練，體院兼職劍擊教練，香港青少年劍擊代表隊教練。於香港首創線上兒童劍擊課程。現同時致力推廣柔力球運動。